# المجلس الأعلى للدولة (الجزائر)
تأسس المجلس الأعلى للدولة بعد تقديم الرئيس شاذلي بن جديد الاستقالة لتولي مهام ما سُمي بالفراغ الدستوري، في 9 رجب عام 1423 الموافق 14 يناير سنة 1992 م.
يمارس المجلس الأعلى للدولة جميع السلطات التي يعهد بها الدستور المعمول به لرئيس الجمهورية.

## الأعضاء
| الترتيب | الصورة | الأعضاء       | مـن           | إلـى          | ملاحظات                                                   |
| ------- | ------ | ------------- | ------------- | ------------- | --------------------------------------------------------- |
| 3       |        | محمد بوضياف   | 16 يناير 1992 | 29 يونيو 1992 | عضوا                                                      |
| 2       |        | خالد نزار     |               |               |                                                           |
| 1       |        | علي كافي      |               |               | رئيس                                                      |
| 4       |        | التيجاني هدام | 14 جانفي 1992 | 30 جانفي 1994 |                                                           |
| 5       |        | علي هارون     |               |               |                                                           |
| 6       |        | رضا مالك      |               |               | أصبح بعد اغتيال محمد بوضياف عضوا في المجلس الأعلى للدولة. |

بعد انتهاء مهام المجلس الأعلى للدولة أصبح اللواء اليامين زروال وزيرا للدفاع ثمّ رئيسا للجزائر.

## مقالات ذات صلة
- المسار السياسي الحديث في الجزائر
- علي كافي